# Köhlers björnbär
Köhlers björnbär (Rubus koehleri) är en art av växter som beskrevs 1825 av de tyska botanikerna Carl Ernst August Weihe och Christian Gottfried Daniel Nees von Esenbeck. Arten ingår i Hallonsläktet (Rubus) som i sin tur är medlem i familjen rosväxter. Inga underarter finns listade i Catalogue of Life.